# Protracheoniscus verhoeffi
Protracheoniscus verhoeffi is een pissebed uit de familie Trachelipodidae. De wetenschappelijke naam van de soort is voor het eerst geldig gepubliceerd in 1929 door Hans Strouhal.